# Dub Taylor
Walter Clarence Taylor, Jr., znany jako Dub Taylor (ur. 26 lutego 1907 w Richmond, zm. 3 października 1994 w Los Angeles) – amerykański aktor charakterystyczny. Ojciec aktora Bucka Taylora.

## Życiorys
Urodził się w Richmond w Wirginii jako jedno z pięciorga dzieci Minnie E. McNaughton Taylor i Waltera Clarence’a Taylora Seniora. Miał dwie starsze siostry, Minnie Margaret i Maud, młodszego brata George’a i młodszą siostrę Ednę Fay. Rodzina przeniosła się do Augusty w stanie Georgia około 1912, kiedy Walter miał pięć lat, i mieszkał tam do 13. roku życia. Matka Taylora pochodziła z Pensylwanii; a jego ojciec, który pracował wówczas w Auguście jako pośrednik w handlu bawełną, pochodził z Karoliny Północnej.
Zanim został aktorem filmowym, Taylor grał na harmonijce ustnej i ksylofonie w wodewilu. Wykorzystał swoje zdolności, debiutując w roli szaleńca Eda Carmichaela w komedii Franka Capry Cieszmy się życiem (1938). Następnie pojawił się w małej roli w komedii muzycznej Marka Sandricha Zakochana pani (1938) i rozpoczął długą karierę jako komiczny pomocnik kowbojskich bohaterów Hollywood. W latach 50. stał się częścią telewizyjnego programu Roy Rogers Show. Mniej więcej w tym czasie zaczął się rozwijać i pojawiać w różnych gatunkach filmowych, od komedii wojennej Mervyna LeRoya Oferma w armii (No Time for Sergeants, 1958) opartej na sztuce Iry Levina jako członek komisji poborowej McKinney po dramat kryminalny noir André de Totha Crime Wave (1954) jako Gus Snider. Występował też w sitcomach, takich jak CBS The Andy Griffith Show (1963) i NBC Please Don’t Eat the Daisies (1965) jako Ed Hewley. Jedną z jego najbardziej pamiętnych ról w filmie fabularnym była postać Ivana Mossa, który pokonał bandytów w dramacie biograficznym Arthura Penna Bonnie i Clyde (1967). Od końca lat sześćdziesiątych do dziewięćdziesiątych Taylor powrócił do westernów klasy B. W komedii przygodowej Roberta Zemeckisa Powrót do przyszłości III (1990) pojawił się jako stary kowboj z saloonu w 1885 roku.
21 kwietnia 1931 zawarł związek małżeński z Florence Gertrude Heffernan, która zmarła 10 października 1987. Mieli syna Waltera Clarence’a Taylora III, także aktora. Zmarł 3 października 1994 w Los Angeles na niewydolność serca w wieku 87 lat, został poddany kremacji.

## Filmografia

### Filmy
- 1938: Cieszmy się życiem jako Ed Carmichael
- 1938: Zakochana pani
- 1939: Pan Smith jedzie do Waszyngtonu jako dziennikarz
- 1950: Riding High jako Joe
- 1954: One! jako strażnik kolei
- 1954: Narodziny gwiazdy jako kierowca Normana (głos, niewymieniony w czołówce)
- 1958: Ciotka Mame jako powiatowy lekarz weterynarii
- 1959: Dziura w głowie jako Fred
- 1962: Słodki ptak młodości jako Dan Hatcher
- 1965: Major Dundee jako Priam
- 1965: Na szlaku Alleluja jako Clayton Howell
- 1965: Cincinnati Kid jako pierwszy dealer
- 1967: Bonnie i Clyde jako Ivan Moss
- 1967: Nie daj się usidlić jako elektryk
- 1968: Bandolero! jako obsługujący
- 1968: Najgorszy rewolwerowiec Dzikiego Zachodu jako Pop McGovern
- 1969: Śmierć rewolwerowca jako Doc Adams
- 1969: Dzika banda jako Wainscoat
- 1969: Niezwyciężeni jako McCartney
- 1970: Człowiek zwany Koniem jako Joe
- 1972: Junior Bonner jako Del
- 1972: Ucieczka gangstera jako Laughlin
- 1973: Pat Garrett i Billy Kid jako Josh
- 1975: Fortuna jako Grzechotnik Tom
- 1975: Hollywoodzki kowboj jako agent sprzedaży biletów w Nevadzie
- 1977: Bernard i Bianka jako Digger (głos)
- 1979: 1941 jako pan Malcomb
- 1980: Używane samochody jako Tucker
- 1984: Wyścig armatniej kuli II jako szeryf
- 1990: Powrót do przyszłości III jako Levi, weteran saloonu nr 1
- 1992: Złudne szczęście jako dziadek Park
- 1994: Maverick jako urzędnik pokojowy (ostatnia rola filmowa)

### Seriale
- 1955: Kocham Lucy jako Grzechotnik Jones
- 1963: Doktor Kildare jako główny inżynier
- 1964: My Favorite Martian jako Charles
- 1964: Prawo Burke’a jako Garnet
- 1966: Strzały w Dodge City jako Sonny Starr
- 1967: Bonanza jako Barlow / Simon /
- 1967: Strzały w Dodge City jako Farnum / barman / kucharz
- 1968: Strzały w Dodge City jako Noah Riker
- 1969, 1970, 1971: Bonanza jako Luke Calhoun
- 1970: Strzały w Dodge City jako wielebny Finney Cox
- 1971: Bonanza jako Otto
- 1971: Hawaii Five-O jako Ray Tobias
- 1978: Jak zdobywano Dziki Zachód jako Moss
- 1980: Domek na prerii jako Houston Lamb
- 1982: Ojciec Murphy jako Billy Bob
- 1986: Hardcastle i McCormick jako Sid
- 1988: Bill Cosby Show
- 1989: Projektantki jako tata Jones
- 1992: Miasteczko Evening Shade jako Earl
- 1994: Prawo i porządek jako Arthur Kapinsky